# Unirea (okręg Braiła)
Unirea – wieś w Rumunii, w okręgu Braiła, w gminie Unirea. W 2011 roku liczyła 1059 mieszkańców.